# 城西街道 (古田县)
城西街道是中国福建省宁德市古田县下辖的一个街道。

## 历史沿革
2004年，原古田县新城镇、松吉乡撤销，并成立城西街道。

## 行政区划
城西街道共辖4个居委会、24个行政村和1个类似乡级单位，分别是：
青云社区、文河社区、新秀社区、金泰社区、松台村、吉兆村、罗华村、前坂村、沽洋里村、浣中村、浣下村、局下村、苏洋厝村、官江村、枣坪村、宝峰村、连墩村、罗峰村、下洋村、巴斗村、安洋村、长岭村、宝溪村、曹洋村、龙亭村、华山村、樟上村、莲桥村和古田溪电厂。

## 主要地段
城西街道属于较早开发的地区，所以居民多，房屋也多，随之而来的是学校也很多，是了解民风民俗的好地方。其中的主要建筑有：新翠公园、批发街、古田县新城中学、古田县玉田中学、古田县实验小学、新华书店、古田县医院。